# Gary Halvorson
Gary Halvorson er en amerikansk instruktør af forskellige tv-shows, tv-serier og film.
Han blev uddannet som pianist på Juilliard School, men er primært noteret som instruktør for sitcoms såsom Venner (hvoraf han har instrueret 56 episoder) og The Drew Carey Show.
Hans filmdebut som instruktør var filmen The Adventures of Elmo in Grouchland (1999), som er en børnefilm. Han begyndte sin karriere ved at instruere et musikshow for Leonard Bernstein.